# John Norvell

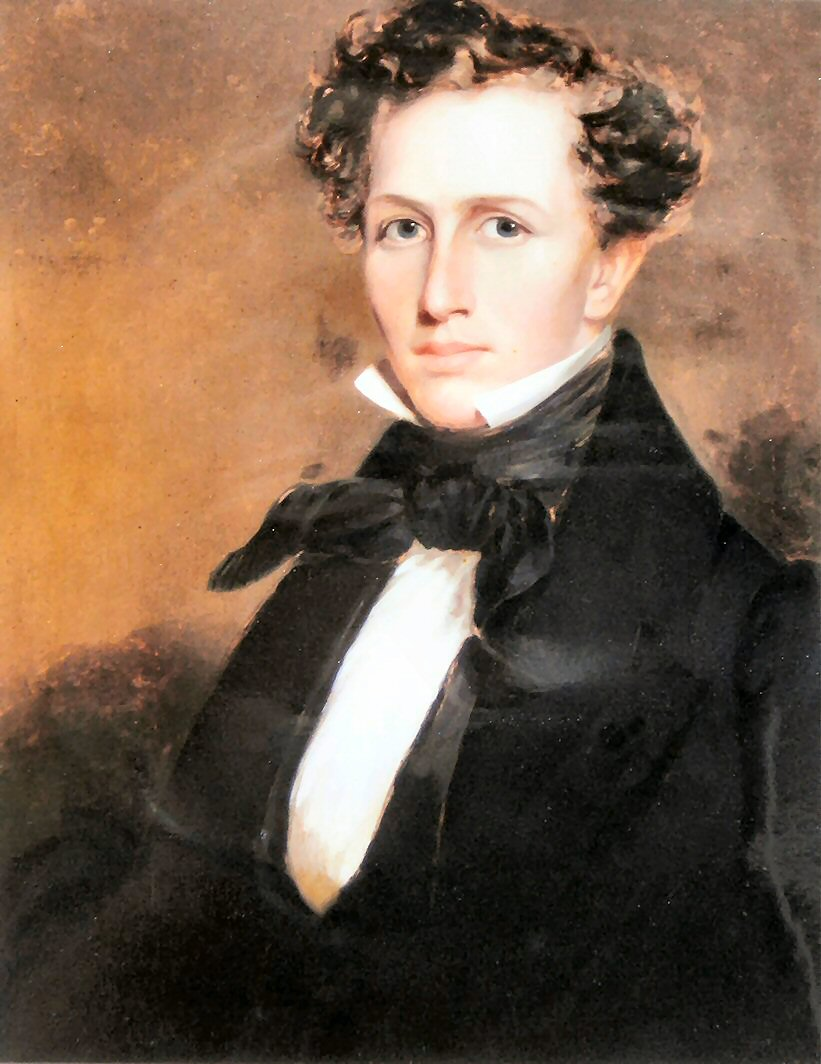
John Norvell

John Norvell, född 21 december 1789 i Danville, Virginia (nuvarande Kentucky), död 24 april 1850 i Detroit, Michigan, var en amerikansk demokratisk politiker. Han representerade delstaten Michigan i USA:s senat 1837–1841.
Norvell arbetade som tidningsredaktör i Hagerstown, Maryland. Han studerade sedan juridik och deltog i 1812 års krig. Han arbetade som advokat i Baltimore och sedan som publicist i Philadelphia. Han var postmästare i Detroit 1831–1836.
Michigan blev 1837 USA:s 26:e delstat och till de två första senatorerna valdes Norvell samt Lucius Lyon. Norvell ställde inte upp för omval och han efterträddes 1841 som senator av William Woodbridge. Norvell tjänstgjorde som federal åklagare 1846–1849. Han avled 1850 och gravsattes på Elmwood Cemetery i Detroit.